# Atlas Elektronik
Die Atlas Elektronik GmbH (Eigenschreibweise ATLAS ELEKTRONIK) entstand aus den 1902 gegründeten Atlas-Werken. Die Gesellschaft stellt Elektronik für maritime Anwendungen her, dabei hat sie sich auf Ausrüstung und Systeme für Über- und Unterwasser-Seestreitkräfte spezialisiert.
Das Unternehmen ist ein Anbieter in der Entwicklung und Herstellung von integrierten Sonarsystemen für U-Boote, Minenjagd-Boote und Kampfschiffe sowie Torpedos und ist eine 100%ige Tochtergesellschaft der Thyssenkrupp AG, die die Kontrolle durch die Thyssenkrupp Technologies Beteiligungen GmbH ausübt.
Das Unternehmen hat seine Hauptniederlassung in Bremen-Sebaldsbrück und Zweigstellen in Wedel und Wilhelmshaven.

## Geschichte

### Gründung
Das Unternehmen wurde auf Initiative des Norddeutschen Lloyds am 15. Januar 1902 als Norddeutsche Maschinen- und Armaturenfabrik GmbH in Bremen gegründet. Ab 1905 war es auf dem ehemaligen Gelände der Schiffswerft AG Weser auf der Stephanikirchenweide angesiedelt.
Zum damaligen Produktionsprogramm gehörten neben dem Schiffbau bis 1.500 t Tragfähigkeit vor allem der Bau von Hilfsaggregaten und Spezialeinrichtungen für Schiffe.
1905 erfolgte die Übernahme eines Geländes der AG Weser auf der Stephanikirchenweide. 1911 wurde der Name in Atlas Werke AG geändert. 1913 hatte der Betrieb 2000 Beschäftigte.

### 1914 bis 1945
Im Ersten Weltkrieg bauten die Werke für die Kaiserliche Marine U-Boote und kleine Schiffe.
Nach dem Ersten Weltkrieg orientierte sich das Unternehmen auf Exporte. Die Unterwasser-Schalltechnik und Seewasser-Aufbereitungsanlagen kamen als neue Aufgaben hinzu. 1931 hatte das Werk 600 Beschäftigte. In der Zeit des Nationalsozialismus betrieb das NS-Regime die Aufrüstung der Wehrmacht; die Produktion für die Kriegsmarine boomten. Unter anderem wurden Echolote und Horchgeräte hergestellt. 1939 hatte Atlas Elektronik wieder 2000 Beschäftigte; 1943, d. h. während der Hochphase des Zweiten Weltkriegs hatten die Atlas Werke AG wieder 3100 Beschäftigte. Während des Krieges wurden auch Minensuchboote, Torpedos sowie Chiffriermaschinen des Typs Enigma hergestellt. Auf den Enigma-Typenschildern stand aus Geheimhaltungsgründen nicht der Firmenname, sondern das codierte Fertigungskennzeichen jmz. Das Werk wurde bei Luftangriffen teilweise zerstört und einzelne Einrichtungen wurden nach Schlesien und Elmshorn verlegt.

### Nach 1945 – Maschinen und Elektronik

Früheres Logo bis 2017

Ab 1945 erfolgte der Wiederaufbau des Betriebes. Hergestellt wurden Maschinen und Geräte. Der eigentliche Schiffsbau wurde aufgegeben.
1965 erfolgte die Eingliederung der Werke in die Friedrich Krupp GmbH und 1966 entstand zusammen mit der MaK Maschinenbau Kiel die Krupp-Atlas Maschinenbau GmbH.
Der Elektronikbereich wurde zur selbstständigen Krupp Atlas Elektronik, Bremen, ab 1983 dann Krupp Atlas Elektronik GmbH.
1991 erwarb der Bremer Vulkan die Firma. Zusammen mit der STN Systemtechnik Nord GmbH (eine Fusion von MBB-UM mit DMT – Marinetechnik GmbH) entstand bis 1992 die STN Atlas Elektronik GmbH.
1997 erfolgte eine Beteiligung von Rheinmetall (51 %) und der britischen BAE Systems (49 %) an der STN Atlas Elektronik GmbH und eine Mehrheitsbeteiligung an der 3Sigma. Zum 1. Januar 2003 wurde Atlas Elektronik dann am 7. August 2003 unter Rheinmetall DeTec AG und BAE SYSTEMS Deutschland GmbH in zwei Unternehmen der Heeres- („Rheinmetall Defence Electronics GmbH“) bzw. der Marinetechnik („ATLAS ELEKTRONIK GmbH“) rückwirkend aufgeteilt.

### Aktuelle Entwicklungen
Die britische BAE Systems veräußerte das Unternehmen im Jahr 2006 für rund 217 Millionen Euro an Thyssenkrupp und EADS.
Eine Bietergruppe um den französischen Thales-Konzern hatte einen deutlich höheren Betrag geboten, scheiterte aber an der Drohung der Bundesregierung, ein Veto nach den Vorschriften des Außenwirtschaftsgesetzes einzulegen, um die spezifische militärische Technologie des Unternehmens in Deutschland zu halten. Mit ThyssenKrupp war Atlas Elektronik schon zuvor als Zulieferer verbunden. EADS wollte seine Marineelektroniksparte in die Atlas Elektronik GmbH einbringen, um damit Synergien erzeugen. Nach dem Geschäft hielt ThyssenKrupp 51 % und  EADS 49 % der Geschäftsanteile.
2007 erfolgte die Eingliederung der Hagenuk Marinekommunikation, der EADS UK (Naval Business) und der EADS GER (Naval Business). Im Oktober 2009 erfolgte die Übernahme des Bereichs „Unterwasser-Systeme“ der britischen QinetiQ-Gruppe.
Am 3. April 2017 wurde Atlas Elektronik in ThyssenKrupp Marine Systems (TKMS) integriert, nachdem ThyssenKrupp die restlichen Anteile (49 %) der Airbus Group (EADS) aufkaufte.

## Betriebe und Produkte
Die Atlas Elektronik Gruppe beschäftigt etwa 1800 Mitarbeiter. Als Töchter und Gemeinschaftsfirmen bestehen die folgenden Werke oder Firmen (Stand 2009): Hagenuk Marinekommunikation (Deutschland), Atlas Elektronik UK (Großbritannien), Sonartech Atlas (Australien), Atlas Naval Systems und Atlas Defence Technology (beide Malaysia) sowie Atlas Maridan (Dänemark).
Das Unternehmen entwickelt Produkte für zivile und militärische Zwecke, vornehmlich im maritimen Bereich. Es hat eine führende Position in der maritimen Hochtechnologie, beispielsweise Vermessungsecholoten oder Schwergewichtstorpedos, für den Küstenschutz, bei Minenjagdwaffen und bei Führungssystemen inklusive der Funk- und Kommunikationsanlagen für U-Boote, Kampfschiffe und Minenjagdboote.
Hergestellt werden Produkte wie Sensoren, Systeme zur Signalverarbeitung, Effektoren, Sonar- und Führungssysteme, Navigationssysteme, Torpedos (z. B. DM2A4 Seehecht), Seeminen – Jagdsysteme, Unterwasserfahrzeuge zur Minenvernichtung (z. B. SeaFox), Überwachungssysteme für den Schiffsverkehr oder hydrographische Vermessungssysteme von Flussläufen, See- und Meeresböden für Fluss- und Seekarten.
Die Kunden sind viele Marinen, Hafenbehörden und andere Institutionen. Die Bremer Firma ist ein wesentlicher Lieferant der deutschen Marine und der Handelsschifffahrt.

### Exportgeschäft
Die Staatsanwaltschaft Bremen führte von 2013 bis 2017 gegen Manager der Atlas Elektronik sowie des Rüstungskonzerns Rheinmetall ein Ermittlungsverfahren wegen des Verdachts, neun Millionen Euro Bestechungsgelder an griechische Politiker und Beamte gezahlt zu haben, um den Verkauf von U-Boot-Ausrüstungen an Griechenland zu initiieren bzw. zu fördern. Atlas hat den Verdacht gegenüber der Bremer Staatsanwaltschaft selbst angezeigt.
Im Januar 2014 hatte der ehemalige Griechenland-Repräsentant von Atlas, Panagiotis Efstathiou, gegenüber der Staatsanwaltschaft ausgesagt, dass er Militärs und Beamte des griechischen Verteidigungsministeriums unter ausdrücklicher Kenntnis der Chefetage mit mehreren Millionen Euro bestochen habe. In einem Durchsuchungsbeschluss des Amtsgerichts Bremen heißt es: "Schon im Jahr 1999 hatte die damalige STN Atlas Elektronik GmbH bei der Konzernspitze wegen der Handhabung ungewöhnlich hoher Provisionszahlungen an den ,Kooperationspartner‘ eines griechischen Handelsvertreters angefragt." Der ehemalige Manager Ulrich Grillo, seit 2013 BDI-Präsident, sagte aus, der entsprechende interne Brief sei einen Monat, bevor er in die Firma eintrat, verfasst worden.
Das Verfahren endete mit einem Vergleich: Atlas Elektronik zahlte rund 48 Millionen Euro an die Staatskasse, wodurch der Gewinn des Unternehmens aus durch den Korruption zustande gekommenen Geschäften in Griechenland und Peru abgeschöpft wurde. Im Gegenzug wurden die Ermittlungen gegen das Unternehmen wegen Verdachts der Bestechung und Korruption eingestellt.

## Beteiligungen
- 50 % ET Marinesysteme GmbH in Deutschland
- 49 % Advanced Lithium Systems Europe S.A. in Griechenland
- 40 % Cybicom Atlas Defense Pty. in Südafrika